# Científicos industria argentina
Científicos, Industria Argentina fue un programa cultural educativo de la televisión argentina, dedicado a la ciencia, la educación y la investigación.
Salió al aire por primera vez el 5 de mayo de 2003 en Canal 7. La conducción estuvo a cargo de Adrián Paenza, doctor en matemática y periodista, quien entrevistaba a científicos y técnicos, y presentaba información sobre la actividad científica argentina en diferentes zonas del país con la participación de varios columnistas.
En mayo de 2005 hasta 2006, se emitieron la 3° y 4° temporada de la misma por la cadena Telefe.
En 2007, regresa otra vez al canal estatal TV Pública. 
El programa, luego de 14 temporadas al aire, culminó el 31 de diciembre de 2016.

## Temas
Con secciones de Nanotecnología, Paleontología, Física y Química entre otras, presentaba informes de diversas áreas: estudios realizados a la ballena franca austral, colonias de lobos marinos, adhesivo a base de sorgo; investigaciones hechas con células madre en terapias degenerativas; monitoreo de ratones para prevenir el hantavirus; Clementina, la primera computadora argentina; megamamíferos; la invención del nailon; impacto producido por los desechos en la playa; indumentaria ecológica con botellas de PET; ciencia en la Buenos Aires del 1800; volcanes extraterrestres y almacenamiento de residuos radiactivos, entre otros temas importantes para la divulgación científica, como así también entrevistas a destacadas figuras de la ciencia argentina (profesores, ingenieros, científicos, bioquímicos e investigadores).

## Premios
- 2011 - Martín Fierro: al mejor programa en la categoría «Programa cultural/educativo».[3]
- 2010 - Martín Fierro: al mejor programa en la categoría «Programa cultural».
- 2008 - Martín Fierro: al mejor programa en la categoría «Programa periodístico».
- 2006 - Martín Fierro: al mejor programa en la categoría «Programa periodístico».